# Georg Hees

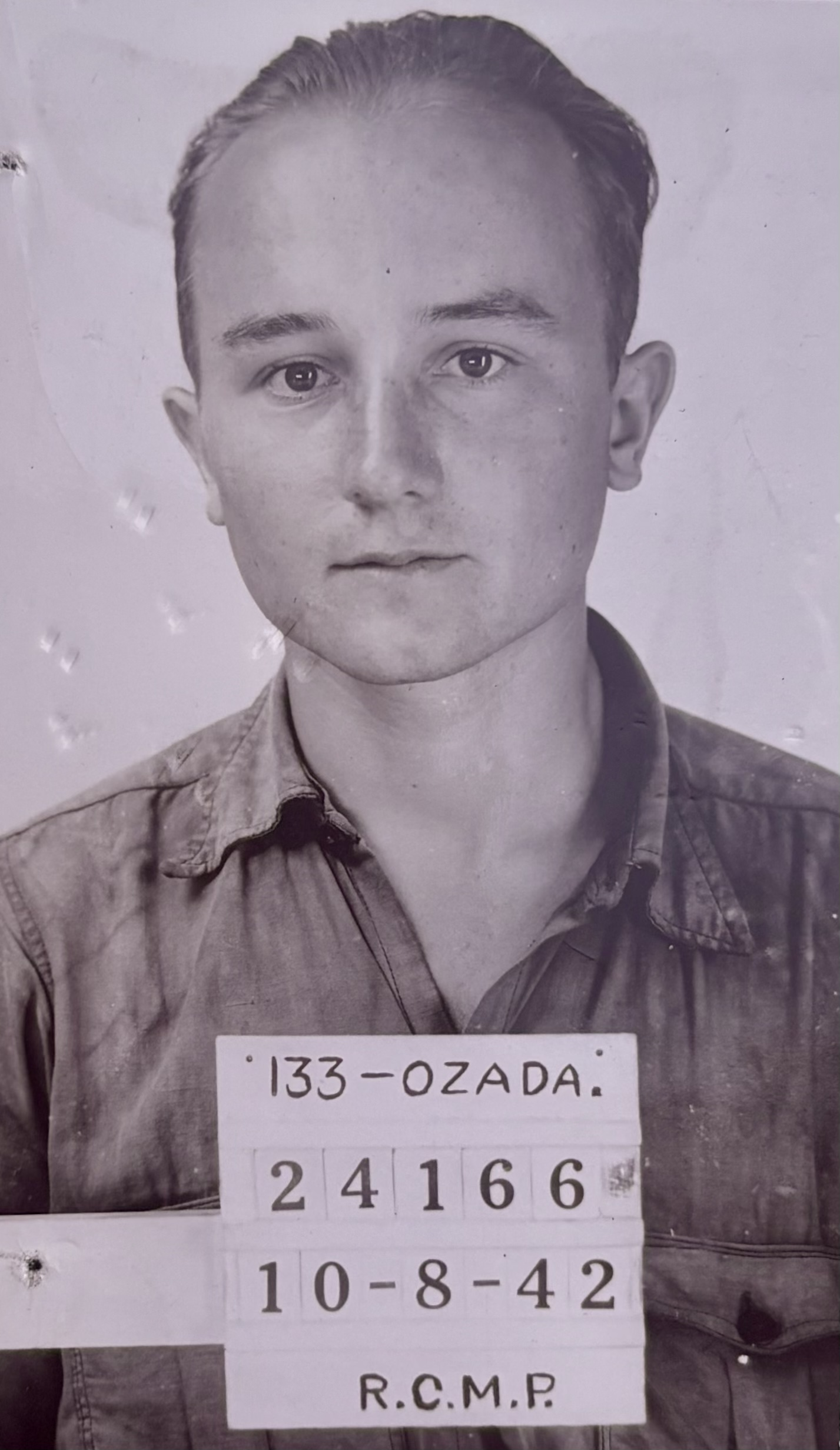
Georg Hees prigioniero di guerra nel campo 133 Ozada in Canada (1942)

Georg Hees (Kiel, 12 ottobre 1920 – Amburgo, 23 ottobre 2000) è stato un traduttore tedesco noto per aver tradotto in tedesco la Divina Commedia di Dante.

## Biografia
Georg Hees frequentò il liceo classico a Rostock, dove studiò italiano come materia facoltativa. Dopo la maturità nel 1939 fu arruolato nella Wehrmacht. Poiché parlava correntemente l'italiano, durante la seconda guerra mondiale fu inviato dai nazisti in Nordafrica, poiché la Libia era una colonia italiana e lì c'era bisogno di traduttori di lingua italiana. Nel 1941 fu fatto prigioniero dagli inglesi e detenuto in diversi campi di internamento canadesi, prima a Ozada nel 1942, poi a Lethbridge e Medicine Hat. 
Lì approfittò della ricca offerta formativa, creando insieme ad altri prigionieri un istituto di istruzione "universitaria". Qui insegnò italiano e parlò molto di Dante Alighieri. Nel 1944 fu trasferito a Birmingham, dove gli fu permesso di alloggiare presso una coppia di coniugi. Nel 1946 fu espulso in Germania e finì in un campo di prigionia ad Amburgo. Dal 1947 al 1952 studiò filologia romanza e filosofia ad Amburgo e conseguì il dottorato con Elena Dabcovich con una tesi sul Tesoretto di Brunetto Latini, scritta dopo i suoi studi a Perugia. Nella sua vita professionale ha lavorato come traduttore e interprete simultaneo di testi giuridici, principalmente in inglese, francese e italiano, nel settore economico, tra l'altro presso la Hermes Kreditversicherungs AG e la compagnia petrolifera BP. Dal 1982 si è dedicato al sogno della sua vita, la traduzione e il commento della Commedia di Dante. Negli ultimi anni ha tenuto conferenze su Dante e seminari sul cristianesimo. I documenti sono conservati nell'archivio della Società Antroposofica di Amburgo.

## Famiglia

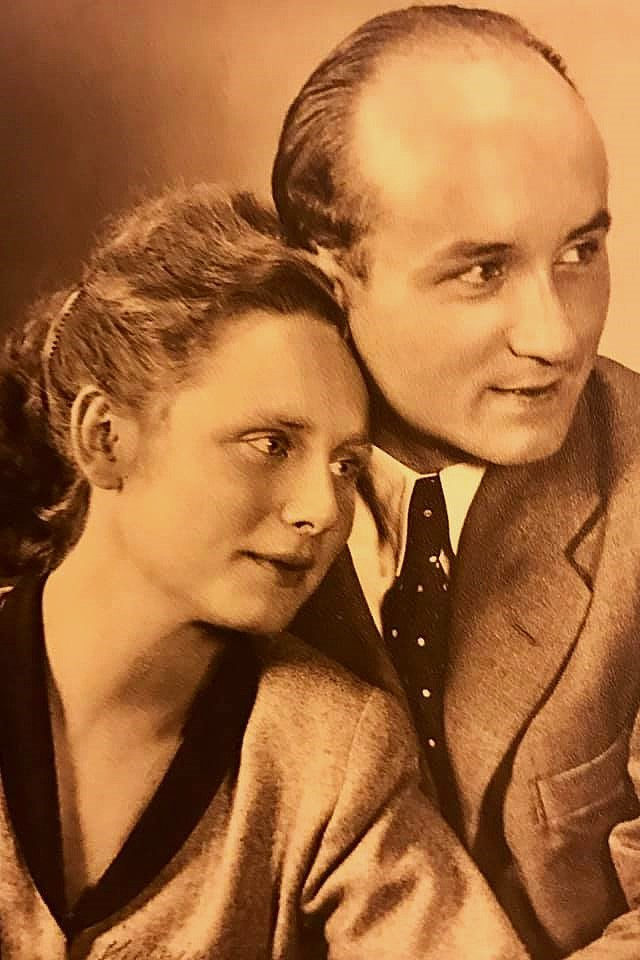
Ingrid e Georg Hees (1949)

Con Ingrid Hees, nata Borgwardt (* 12 settembre 1924; † 15 aprile 2017), che sposò nel 1948, Georg Hees ebbe due figli: Michael (* 1951), perito assicurativo in Manitoba, e Christian (* 1955), cantante lirico al Teatro di Stato del Meclemburgo a Schwerin. Ingrid e Georg Hees organizzavano spesso serate musicali con gli amici (le “Zabel Abende”) e partecipavano agli spettacoli natalizi di Oberufer (slovaco Prievoz = oltre la riva). Un'altra passione di Georg Hees fu il gioco degli scacchi, che praticava ogni venerdì sera nel suo circolo.

## Traduttore dellaDivina Commediadi Dante Alighieri
Nel 1995 Georg Hees pubblicò la sua traduzione in prosa della “Divina Commedia” in un'edizione bilingue di oltre 2200 pagine corredata da commenti dettagliati. Si basò sull'edizione critica di Giovanni Andrea Scartazzini e Giuseppe Vandelli, nonché sui commenti di Umberto Bosco e Giovanni Reggio, Hermann Gmelin e Robert L. John (Vienna 1946), che nel suo lavoro cercò di dimostrare che Dante apparteneva a una congregazione templare. Hees ricorda con enfasi nella sua prefazione e in una serie di note che Rudolf Steiner ha fatto ripetutamente riferimento a Dante nei suoi scritti. “La scrupolosa letteralità è la caratteristica più evidente del suo lavoro. Egli contrassegna con parentesi quadre ogni aggiunta che non ha un corrispondente nell'originale, ma che è necessaria o almeno utile alla comprensione. Se qualche passaggio rimane comunque oscuro, lo spiega solitamente in una nota. Si sforza inoltre di mantenere il più possibile la sintassi dell'italiano, ad esempio nella riproduzione delle costruzioni gerundiali, tanto che la sua traduzione si avvicina talvolta alla versione interlineare propagata da Goethe. Il principio della letteralità è particolarmente evidente nel campo lessicale e fraseologico.”
Esempio (Inferno I 1-9):
In der Mitte des Weges unseres Lebens

fand ich mich in einem dunklen Walde wieder,

da [mir] der rechte Weg verloren gegangen war.

Ach, darüber zu sprechen, wie er war, ist schwer —

dieser wilde, unwegsame und unzugängliche Wald,

der [noch] in Gedanken die Angst erneuert!

So bitter ist er, daß der Tod [nur] wenig mehr ist; aber

um von dem Guten zu handeln, das ich dort fand, werde ich

[auch] von den anderen Dingen erzählen, die ich dort gesehen habe.

## Opere
- Georg Hees, Der Einfluß von Brunetto Latinis 'Tesoretto' auf Dantes 'Divina Comedia' (IT)  L'influenza del “Tesoretto” di Brunetto Latini sulla “Divina Commedia” di Dante, Amburgo, Università di Amburgo, 1953., Diss. filos. del 10 marzo 1953 (con Curriculum vitae)
- Georg Hees, Dante Alighieri. Divina Commedia. Inferno, Dürnau, Kooperative Dürnau, 1995, ISBN 978-3-88861-041-7. Edizione bilingue con commento.[11]
- Georg Hees, Dante Alighieri. Divina Commedia. Purgatorio, Dürnau, Kooperative Dürnau, 1995, ISBN 978-3-88861-042-4. Edizione bilingue con commento.[12]
- Georg Hees, Dante Alighieri. Divina Commedia. Paradis, Dürnau, Kooperative Dürnau, 1995, ISBN 978-3-88861-043-1. Edizione bilingue con commento.[13]